# NGC 3557
NGC 3557 è una galassia ellittica nella costellazione del Centauro.
Si trova in una parte di cielo priva di stelle luminose, al confine tra Centauro, Idra e Macchina Pneumatica; a parte di un gruppo popoloso di galassie, tra le quali questa è la più cospicua. È una galassia ellittica, paragonabile come diametro alla Via Lattea, ma molto più ricca di stelle; può essere individuata con un telescopio da 200mm di apertura, nel quale si presenta come un'ellisse chiara, più simile a una stella sfocata che a una galassia. Dista 75 milioni di anni-luce dalla Via Lattea.